# Irving Stone
Irving Stone (San Francisco, 14 de julio de 1903 - Los Ángeles, 26 de agosto de 1989) fue un escritor estadounidense conocido por sus novelas biográficas de famosas personalidades históricas.
En 1956 se filmó una muy popular versión de Anhelo de vivir, basada en su novela, protagonizada por Kirk Douglas como Van Gogh.
En 1960, Stone recibió el título de Doctor honorífico en letras, dado por la Universidad del Sur de California.
Stone tuvo un largo matrimonio con Jean Stone, quien luego fue la editora de muchos de sus trabajos.

## Obras
Novelas Biográficas
- Anhelo de vivir (Lust for Life; 1934), novela basada en la vida de Vincent van Gogh.
- Immortal Wife (1944), novela basada en la vida de Jessie Benton Frémont.
- Adversary in the House (1947), novela basada en la vida Eugene V. Debs.
- The Passionate Journey (1949) novela basada en la vida del pintor estadounidense John Noble.
- The President's Lady (1951), novela basada en la vida del matrimonio de Rachel y Andrew Jackson.
- El amor es eterno (Love is Eternal; 1954), novela histórica basada en el matrimonio de Abraham Lincoln y Mary Todd.
- La agonía y el éxtasis (The Agony and the Ecstasy; 1965), novela basada en la vida de Miguel Ángel Bounarroti.
- Those Who Love (1965) novela basada en la vida de John Adams desde la perspectiva de su esposa Abigail Adams.
- Pasiones del espíritu (The Passions of the Mind; 1971), novela basada en la vida de Sigmund Freud.
- En busca de Troya (The Greek Treasure; 1975), basada en la vida de Heinrich Schliemann y su esposa Sofía Engastromenos.
- Origen (Origin; 1980), novela basada en la vida de Charles Darwin.

- Abismos de gloria (Depths of Glory; 1985), novela basada en la vida de Camille Pissarro.

Biografias y otros no ficción
- Sailor on Horse Back (1938), biografía de Jack London.
- Clarence Darrow for the Defense (1941), biografía de Clarence Darrow.
- They Also Ran (1944, actualizada en 1946), análisis de la vida de diversos candidatos perdedores a la presidencia de Estados Unidos.
- Earl Warren (1948), biografía de Earl Warren.
- Men to Match My Mountains (1956), diversos relatos sobre la apertura del lejano oeste estadounidense durante el periodo 1840 a 1900.

## Películas
- The President's Lady (1951) protagonizada por Charlton Heston como Andrew Jackson y Susan Hayward como Rachel Donelson Jackson.

- Anhelo de vivir (Lust for Life,1956), protagonizada por Kirk Douglas como Van Gogh.
- La agonía y el éxtasis (The Agony and the Ecstasy; 1965), protagonizada por Charlton Heston como Miguel Ángel Bounarroti y Rex Harrison como el Papa Julio II.
- La novela En busca de Troya (The Greek Treasure) sirvió de base para la serie de televisión alemana Der geheimnisvolle Schatz von Troja (Hunt for Troy, 2007).

- Datos: Q337103